# Virgen de Castrotierra
La Virgen de Castrotierra es una advocación mariana de España. Su santuario se encuentra en la localidad de Castrotierra de la Valduerna, en la provincia de León, y es centro de una importante romería.

## Historia
Según la tradición, durante una estancia en Palencia del obispo de Astorga, Santo Toribio, se produjo una sequía que duró siete años. Las cosechas se perdieron y la comarca se despoblaba por lo que los agricultores acudieron al obispo para pedirle consejo sobre dicha calamidad. El Santo les contestó:

Volved a Astorga, buscad no lejos de ella la milagrosa imagen de la Virgen de Castro, llevadla en procesión a la catedral y tened allí en su honor un solemnísimo novenario. Si tal hiciereis, la lluvia fecundará vuestros campos, y siempre que os encontréis en apuros de sequía, peste u otra calamidad, acudid a la Virgen y seréis remediados.

Los campesinos siguieron las instrucciones del obispo y la lluvia volvió a la comarca.

## Romería
Peregrinación hacia Astorga

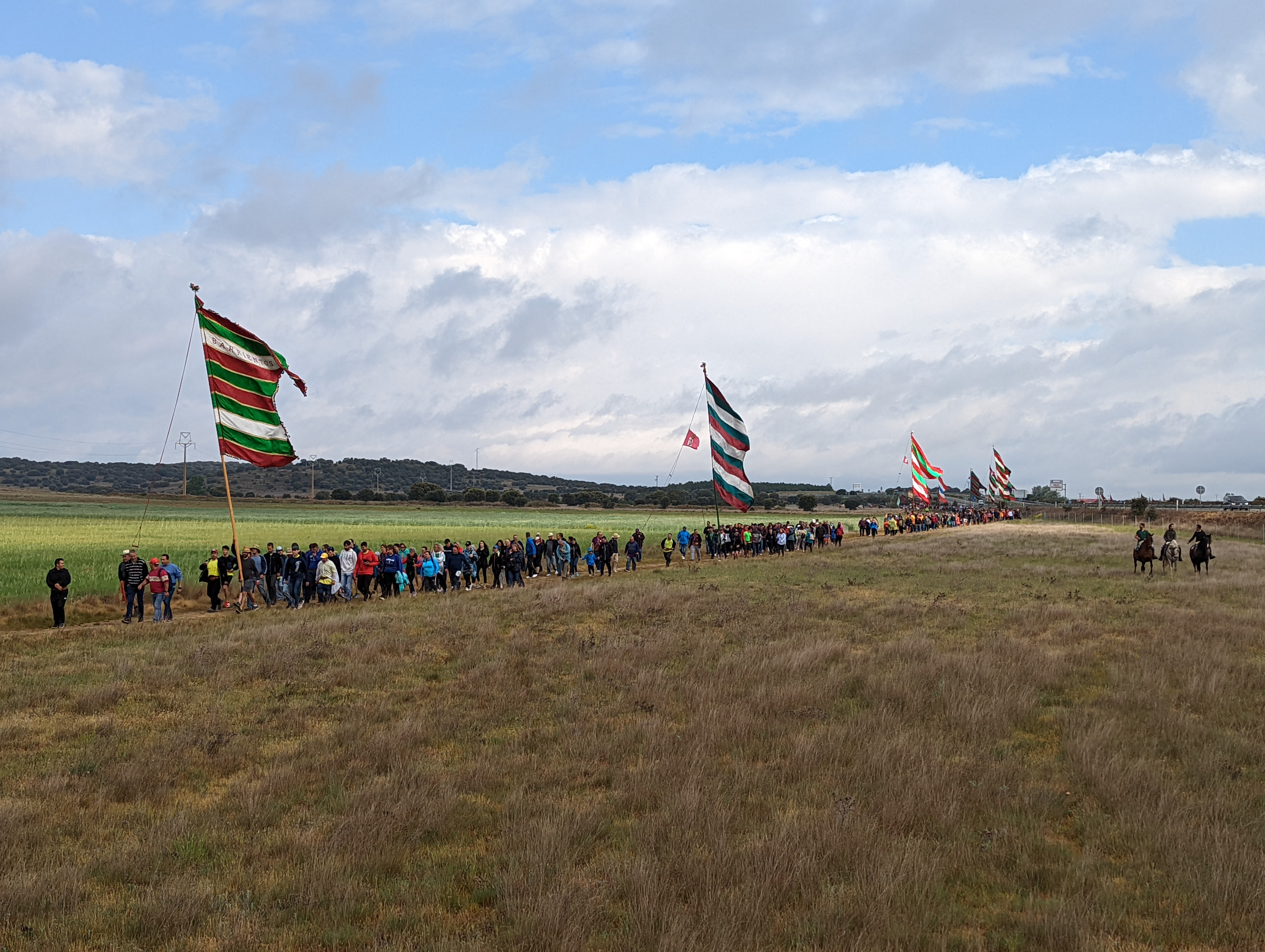
La procesión camino de Castrotierra de la Valduerna en 2022

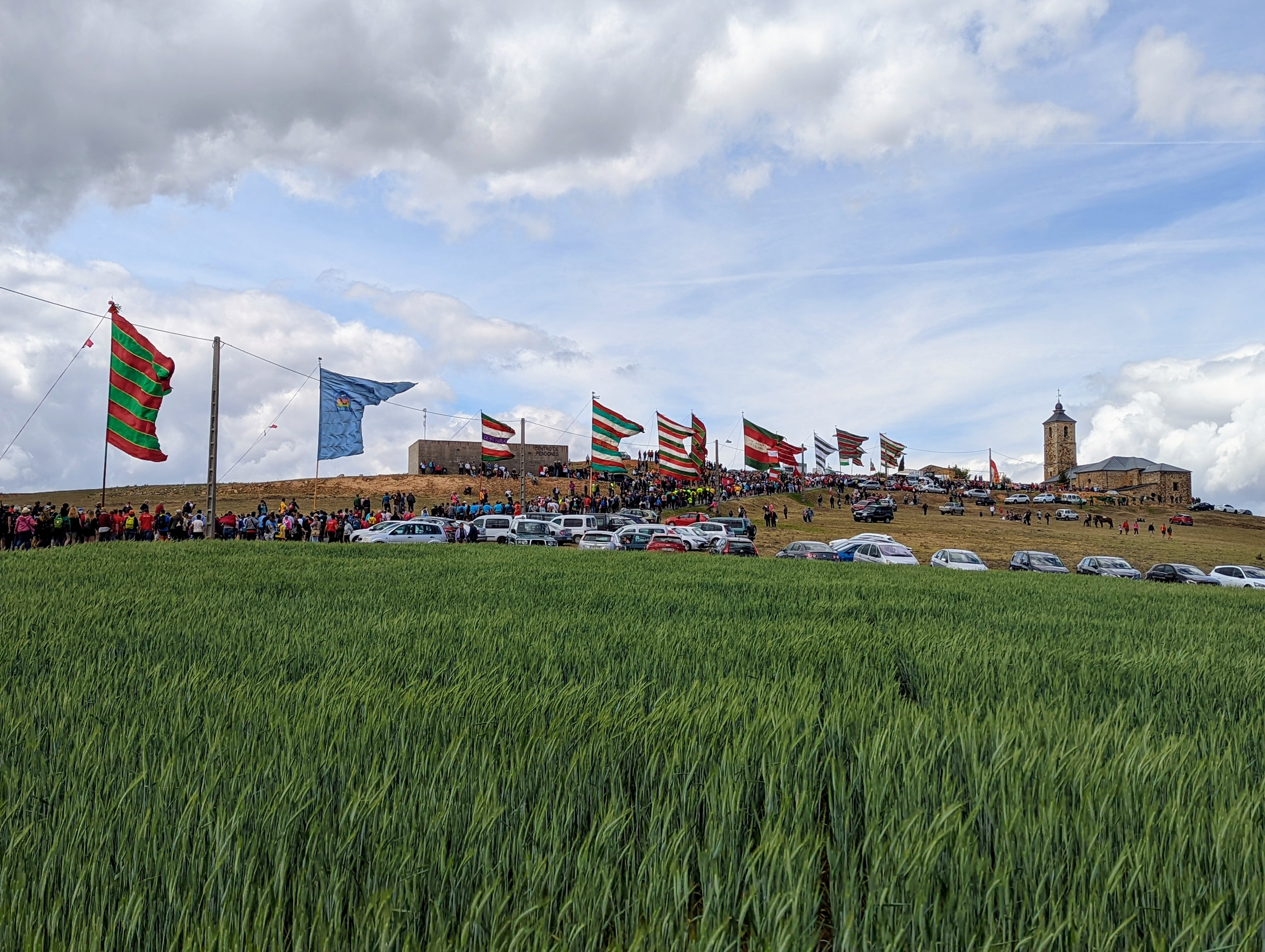
La procesión a su llegada al santuario en 2022

La primera noticia histórica sobre la peregrinación a Astorga, aparte de la citada tradición, se remonta a 1557, tal y como consta en el Archivo del Cabildo de Astorga. Según las ordenanzas, la Virgen ha de salir cada siete años, pudiendo ser también conducida a Astorga en años de especial sequía.
Realizada generalmente en el mes de mayo, la peregrinación se decide tras la votación que realizan los Procuradores de la Tierra una vez solicitada por cualquier localidad de la jurisdicción de Astorga. El día indicado, los pueblos interesados se acercan al Santuario con sus insignias, pendón y cruz parroquial, y varios pueblos del entorno del mismo (Villalís de la Valduerna, Posada de la Valduerna, Villamontán de la Valduerna, Miñambres de la Valduerna, Redelga de la Valduerna, Ribas de la Valduerna, Valle de la Valduerna, Castrotierra de la Valduerna, Fresno de la Valduerna, Robledino de la Valduerna y Robledo de la Valduerna) acuden a él en procesión, con pendón, cruz e imagen de su patrona, y tras la celebración de la misa, la comitiva, compuesta por varios miles de personas, parte hacia Astorga por el llamado «camino de la Virgen». 
La procesión se compone de tres bloques; en primer lugar los pendones, en segundo lugar las cruces parroquiales, y por último la imagen de la Virgen. Una vez llegados a Astorga, son recibidos por el Cabildo catedralicio a las puertas de la catedral, donde la Virgen permanecerá nueve días, durante los cuales se celebran diversos actos religiosos como una novena a la Virgen.
Regreso y romería
Pasados los nueve días, el Cabildo y la ciudad despiden a la imagen, dirigiéndose la comitiva de nuevo hacia el Santuario, en torno al cual se instalan casetas y tenderetes. Al avistarse los primeros pendones, miles de personas se juntan en la subida al Santuario, momento en el cual los mozos muestran sus habilidades con los mismos. Recibida por la imagen de la Inmaculada, la Virgen de Castrotierra llega de nuevo a su Santuario. Una vez celebrada misa, tiene lugar la parte profana de la romería con miles de personas comiendo en la campa alrededor de la iglesia. Ya por la tarde, las procesiones de los pueblos del entorno regresan a sus lugares de origen.